# 남당항 (홍성군)
남당항(南塘港)은 충청남도 홍성군 서부면 남당리에 있는 어항이다. 2001년 1월 1일 국가어항으로 지정되었으며, 관리청은 해양수산부 서해어업관리단, 시설관리자는 홍성군수이다.

## 연혁
- 홍성군은 백제시대 '고막부리현', 통일신라시대 때에는 '지심주', 고려 현종 9년에는 '홍주'로 불리다가 조선 태종 13년에 결성현이 설치되었으며 고종 32년에는 홍주부를 두어 인근 22개 군을 관할하게 했다. 1914년 홍주군과 결성군을 합쳐 홍성군으로 개칭된 이후 현재에 이르고 있다.
- 남당항은 2000년 기본설계 용역을 한후 2001년 실시설계 용역을 했다.[1]

## 어항구역
본 항의 어항구역은 다음과 같다.
- 수역: 남당리 방파제 기점에서 W방향으로 700m 이동한 점, 이점에서 S방향으로 1,100m 이동한 점, 이점에서 E방향으로 1,550m 이동한 점, 이점에서 N방향으로 육지부를 연결하는 선을 따라 형성된 공유수면[2]
- 육역: 충청남도 홍성군 서부면 남당리859 (1필지)[3]

## 관광
- 매년 9~10월에 개최되는 남당리 대하축제 기간 동안은 천수만에서 잡히는 대하를 맛보기 위해 전국의 미식가들의 발길이 끊이질 않는다. 이른 봄에는 새조개축제가 열린다.[4]